# Belogorsk
Belogorsk (ru. Белогорск) este un oraș situat în partea de est a Federației Ruse, în Regiunea Amur. La recensământul din 2002 orașul Belogorsk avea o populație de 67.422 de locuitori.

## Istoric
Bazele localității au fost puse în 1860 când un grup de coloniști din partea europeană fondează satul Alexandrovskoe. Mai târziu, în anul 1893 nu departe de Alexandrovskoe ia naștere satul Bocikarevka. Odată cu construcția magistralei feroviare Transsiberiene (1913), pe fondul unei dezvoltări continue cele două localități fuzionează și dau naștere localității  Alexandrovsk în 1923. În 1926 Alexandrovsk a fost declarat oraș. În decursul timpului, orașul a avut mai multe denumiri: Krasnopartizansk (1931 - 1936), Kuibâșeva Vostocinaia (1936-1957). Din 1957 poartă numele de azi - Belogorsk.

## Economie
Belogorsk este un centru al industriei alimentare și al materialelor de construcție.